# Driftwood (Pensilvania)
Driftwood es un borough ubicado en el condado de Cameron en el estado estadounidense de Pensilvania. En el año 2000 tenía una población de 103 habitantes y una densidad poblacional de 22 personas por km².

## Geografía
Driftwood se encuentra ubicado en las coordenadas 41°20′20″N 78°8′8″O / 41.33889, -78.13556.

## Demografía
Según la Oficina del Censo en 2000 los ingresos medios por hogar en la localidad eran de $21,458 y los ingresos medios por familia eran $44,167. Los hombres tenían unos ingresos medios de $32,250 frente a los $28,333 para las mujeres. La renta per cápita para la localidad era de $16,708. Alrededor del 8.9% de la población estaba por debajo del umbral de pobreza.